# 옥산원
옥산원은 전북특별자치도 군산시 옥구읍 상평리에 있는 서원 건축물이다. 2003년 12월 20일 군산시의 향토문화유산 제3호로 지정되었다.

## 개요
1929년에 건립된 서원으로 국권을 잃은 상황에서도 전통문화를 유지하고자 노력하였던 이 지역 유림들의 의지를 확인할 수 있는 곳이다.

## 배향인물
- 문창후 고운 최치원 (文昌侯 孤雲 崔致遠)
- 문충공 김용이 (文忠公 金用泥)
- 선무공신 두정난 (宣武功臣 杜廷蘭)
- 선무공신 김완 (宣武功臣 金浣)
- 선무공신 전영방 (宣武功臣 田永芳)
- 죽헌 강진문 (竹軒 姜進文)
- 양성재 강진백 (養性齋 姜進伯)
- 이립헌 김경신 (而立軒 金景信)
- 진무공신 김여생 (振武功臣 金麗生)
- 송암 김업 (松巖 金業)
- 우봉 신석보 (郵峰 申碩輔)
- 시헌 신대욱 (柿軒 申大旭)
- 모극헌 두안복 (慕極軒 杜安復)
- 신암 문창현 (愼菴 文昌炫)